# Isaea concinna
Isaea concinna är en kräftdjursart som beskrevs av Gurjanova 1938. Isaea concinna ingår i släktet Isaea och familjen Isaeidae. Inga underarter finns listade i Catalogue of Life.